# Stopplaats Beltenweg
Stopplaats Beltenweg is een voormalige halte aan de Staatslijn A. De stopplaats Beltenweg lag tussen de huidige stations Wijhe en Olst.